# Stictoptera describens
Stictoptera describens là một loài bướm đêm trong họ Noctuidae.